# 크산틴산염

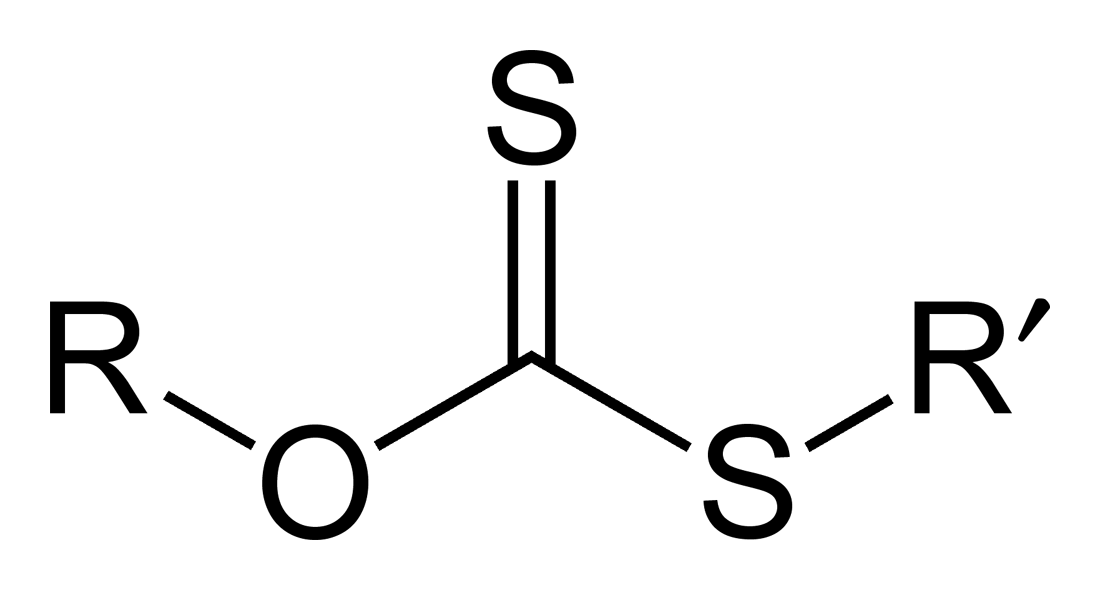
크산틴산염 공식

크산틴산염(Xanthate)은 일반적으로 ROCS2-M+(R = alkyl; M+ = Na+, K+)의 식을 지닌 염을 가리킨다.

## 형성
크산틴산염은 알콜을 나트륨이나 칼륨, 이황화 탄소와 반응시켜 만들 수 있다.
- ROH + CS2 + NaOH → ROCS2Na + H2O

## 반응
- ROCS2Na + HCl → ROH + CS2 + NaCl

## 환경에 미치는 영향
크산틴산염은 1 mg/L 이하의 농도에서도 독성이 있을 수 있다. 광산 현장에서 흘러나온 물은 오염될 수 있다.